# Once Brewed
Once Brewed – wieś w Anglii, w hrabstwie Northumberland. Leży 50 km na zachód od miasta Newcastle upon Tyne i 416 km na północ od Londynu.